# 2009年9月英國

## 9月30日
- 《大陽報》在工黨大會後，以頭版篇幅表明該報在下屆大選將不再支持工黨，英揆白高敦回應指只有市民可以左右大選，而非報社。下院領袖夏雅雯則表示工黨不會被報社「欺凌」。太陽報 （页面存档备份，存于）、泰晤士報[]、BBC （页面存档备份，存于）
- 英揆白高敦接受BBC訪問時透露，自己已決定下屆大選時會否參與電視辯論，但他認為現非合適時機透露有關決定，而較早前，保守黨及自由民主黨黨魁不約而同地表態希望在大選時參與電視辯論。BBC （页面存档备份，存于）
- 衛生大臣貝安德透露如果工黨贏得下屆大選，將爭取日後病人前往公立醫院求診時，可以免費泊車。BBC （页面存档备份，存于）

## 9月29日
- 英揆白高敦在布萊頓的工黨大會上發言，演辭中建議政府向基層家庭提供免費兒童託管服務，並談及挽救經濟、環保、打擊罪案及社會融和等等。BBC （页面存档备份，存于）、BBC （页面存档备份，存于）、泰晤士報[]
- 政府公佈最新數字顯示，蘇格蘭地區在2008年至2009年度僅錄得377,433宗罪案紀錄，是該地差不多近30年以來的最低數字。BBC （页面存档备份，存于）

## 9月28日
- 商務大臣文德森勳爵在工黨大會上透露，政府有意延長原訂於明年2月結束的「舊車換新車計劃」。計劃在本年5月起實施以來，任何車主只要出售車齡達10年的汽車，政府都會補貼2,000英鎊作買新車之用。BBC （页面存档备份，存于）
- 蘇格蘭工黨領袖伊恩·格雷反對現時就蘇格蘭獨立展開公投，他批評今年擬定的公投已被蘇格蘭民族黨「操控」。BBC （页面存档备份，存于）

## 9月27日
- 早前被檢察總長施佩雅女男爵解僱的湯加籍女黑工接受報章訪問，堅稱施佩雅未有如早前報導所指，在聘請她時要求檢視其護照，意味施佩雅未有按法例規定檢視所有法律文件，但有法律界人士指出，施佩雅雖然未有檢視護照，但有檢視其他法律證明文件，有關疏忽應該不足以構成觸犯法律。BBC （页面存档备份，存于）
- 身在布萊頓的英揆白高敦接受BBC一個清談節目專訪，強調自己不會退縮走回頭路，又透露短期內會推出草案規管銀行發放花紅的制度，此外，對於最近有傳他會在大選前夕以眼疾為理由而辭職，白高敦加以否認，指自己健康良好，眼睛視力沒有退化。白氏年青時曾在欖球賽事遇上意外，導致一眼失明，而另一眼的視力亦終身受損。BBC （页面存档备份，存于）

## 9月26日
- 英揆白高敦伉儷抵達在布萊頓下塌的酒店，準備在星期二一年一度的工黨大會上向黨代表發言，這將會是下屆英國大選前最後一次工黨大會。BBC （页面存档备份，存于）
- 外相文禮彬接受BBC訪問，強調英國致力透過外交手段解決伊朗核問題，但他拒絕排除採用軍事手段的可能。BBC （页面存档备份，存于）

## 9月25日
- 英國航空宣佈在10月7日起實施「劃位費」，向希望與親朋坐在一起、要求坐在窗邊、通道邊或逃生門旁邊的乘客徵收，每位收費介乎10英鎊至60英鎊。BBC （页面存档备份，存于）
- 一名50歲男子不滿Tesco在他購買一張床後未有提供送貨服務，酒醉後憤而於本年5月20日，駕駛自己的勞斯萊斯房車衝入漢普郡一間Tesco分店，造成6名婦人受傷，今在溫徹斯特皇室法庭被控危險駕駛罪名成立，被判入獄16個月，同時吊銷駕駛執照5年。BBC （页面存档备份，存于）

## 9月24日
- 一名業餘金屬探測愛好者在南斯塔福德郡一片農地，發現為數共約1,500件的古代金、銀器，考古專家估計該批器物原本可能由7世紀時候的默西亞王國皇室所有。專家表示今次可能是歷來出土規模最大的盎格魯-撒克遜黑暗時代金、銀器文物，對學者研究該段歷史具重要影響。泰晤士報 （页面存档备份，存于）、BBC （页面存档备份，存于）
- 受業務不景影響，印度塔塔汽車旗下的積架，計劃在未來十年關閉西米德蘭茲地區內的其中一座越野路華廠房，工會已經表態反對。BBC （页面存档备份，存于）

## 9月23日
- 工黨下議院議員史提芬·希福特宣佈辭任法律政策專員的國會私人秘書一職，以抗議檢察總長施佩雅女男爵未有因為聘用黑工一事而辭職，希福特強調官員應該問責。BBC （页面存档备份，存于）
- 英國銀行家協會最新數字顯示英國各大銀行在2009年8月批出38,095宗樓宇按揭，比去年同期的21,001宗上升81%。協會指批核數字大幅上升的原因，主要是因為去年樓市特別低迷，而不是樓市已經復甦。BBC （页面存档备份，存于）

## 9月22日
- 檢察總長施佩雅女男爵因早前非法在家中聘用來自湯加的黑工，被英國邊境管理局罰款5,000英鎊。施佩雅在今早會見英揆白高敦後發公開信致歉，而白高敦表示事件屬無心之失，無必要將之撤換，但保守黨抨擊施佩雅知法犯法，應當辭職。泰晤士報[]、BBC （页面存档备份，存于）
- 一名婦人被控在2007年6月謀殺她兩名熟睡中的女兒，在劍橋皇室法庭被控罪名成立，判處終身監禁，法官規定她必須服刑至少33年，才可獲考慮假釋。BBC （页面存档备份，存于）

## 9月21日
- 英國工業聯合會發表報告，認為調高大學學費，以及要學生增大對學生貸款的還款比重，實屬「事在必行」，報告又建議大學撥款更大部份應由學生負擔。有關報告受到英國學生組織的強烈批評。BBC （页面存档备份，存于）
- 自由民主黨建議向市值100萬英鎊以上的物業每年抽稅百分之0.5，估計每年可為庫房帶來10億英鎊收入，該黨又認為收入可用作補助低下階層。BBC （页面存档备份，存于）

## 9月20日
- 兒童、學校及家庭大臣博雅文接受《星期日泰晤士報》訪問，透露政府有計劃將學校合併為聯盟學校，削減高層及行政職位，並透過自然流失的手段控制人力資源，他相信這些措施可為政府每年節省20億英鎊，自由民主黨狠批有關建議「完全瘋狂」。BBC （页面存档备份，存于）
- 刑事檢控專員將在本周就安樂死的相關法例發出指引，界定協助他人安樂死的人士是否觸犯法例，而在現行法例下，自殺及安樂死均屬違法。BBC （页面存档备份，存于）

## 9月19日
- 英國國債總額上升至8,000億英鎊，是有紀錄以來最高水平。泰晤士報 （页面存档备份，存于）
- 正在興建中的倫敦奧林匹克公園開放向4,000名公眾人士參觀。BBC （页面存档备份，存于）

## 9月18日
- BBC消息稱財相戴理德已開始逐名約見內閣閣揆，商討政府有哪些公共服務可以削減或押後，而英揆白高敦在較早前承諾，政府不會削減前線服務的撥款。保守黨則批評政府遲至現在才開始討論削減公共開支，是對「英國財政失去控制」的表現。BBC （页面存档备份，存于）
- 諾丁咸郡一所農場爆發兩宗人類感染大腸桿菌個案後決定自行關閉，是全英國第三所受大腸桿菌個案影響而關閉的農場。衛生防護中心現正著手調查。BBC （页面存档备份，存于）

## 9月17日
- 皇家郵政工會繼在上星期發動一連串小型罷工後，正計劃舉行投票是否發動全國性罷工，以表達對局方著手削減人手及薪酬的不滿。一旦投票獲得通過，皇家郵政將無可避免重演自2007年以來的首次全國性罷工。局方回應指有關政策是郵政改革的一部分，早已得到工會支持，局方批評工業行動「完全不負責任」。BBC （页面存档备份，存于）
- 繼檢察總長施佩雅女男爵被傳媒揭發涉嫌違反《2006年入境、庇護及國籍法案》，在家中僱用來自湯加的黑工後，消息指施佩雅已即時終止有關僱佣合約，而唐寧街10號發言人回應指對施佩雅「完全有信心」。現任檢察總長施佩雅女男爵是英政府的首席法律顧問，她在內政部供職期間有份參與草擬《入境、庇護及國籍法案》。BBC （页面存档备份，存于）

## 9月16日
- 英國5月至7月總失業人數上升21萬至247萬人，令失業率升至7.9%，現時失業人數是自1995年以來的最高水平。BBC （页面存档备份，存于）
- 保守黨承諾一旦上台執政會提早進行策略性國防檢討，意味國防開支有可能削減。BBC （页面存档备份，存于）

## 9月15日
- 英揆白高敦在利物浦向工會領袖發表演說，首次公開承認政府有必要削減公共開支。BBC （页面存档备份，存于）
- 自由民主黨發言人指政府不應只空談削減公共開支，而要提出實質及具體的計劃內容。BBC （页面存档备份，存于）

## 9月14日
- 工會大會秘書長布蘭登·巴伯在利物浦向大會發言，他認為英國經濟未有走出衰退，更以「錯、錯、錯」批評政府仍然花錢推廣身份證及研發新式三叉戟潛艇，他又責難在野保守黨提出削減公共開支的建議。BBC （页面存档备份，存于）
- 三名英國伊斯蘭教原教旨主義者，被控在2006年策劃將液態爆炸品帶上多班往返英、美的客機，在烏威奇皇室法庭被判罪名成立，全部判處終身監禁，其中法官規定首被告要服刑至少40年。BBC （页面存档备份，存于）

## 9月13日
- 英揆白高敦本周準備向工會大會發言，消息指他會指出英國經濟正步出衰退，但基調仍然脆弱。BBC （页面存档备份，存于）
- 工會大會警告政府削減公共開支，有機會造成第二波經濟衰退，將失業人口進一步推高至超過400萬人。BBC （页面存档备份，存于）

## 9月12日
- 英女皇伊利沙伯二世在北約克郡出席一項紀念儀式，向六名在伊拉克及阿富汗陣亡的軍人家屬頒授伊利沙伯十字勳章，這次是女皇本人自勳章於今年7月1日設立以來，首次親自主持授勳。BBC （页面存档备份，存于）
- 外交部公開文件顯示，前首相戴卓爾夫人任內於1989年曾反對東德回歸西德，文件反映她在此事上與時任外相韓達德相左。BBC （页面存档备份，存于）
- 對於近日發生多宗針對伊斯蘭教教徒的示威衝突，社區及地方政府大臣鄧俊安批評國內極右團體正在英國街頭煽動暴力。泰晤士報 （页面存档备份，存于）、BBC （页面存档备份，存于）

## 9月11日
- 皇家英國軍團接受一筆由一名英國國家黨黨員捐出的款項，由於該黨屬極右政黨，軍團的做法引起爭議，而在此以前，軍團曾在6月於全國報刊刊登大型廣告，要求該黨主席停止佩戴紀念陣亡軍人的罌粟花佩章。BBC （页面存档备份，存于）
- 專家極告政府為履行減排溫室氣體的承諾而逐步減少使用化石能源，但再生能源的發展速度卻未能配合，擔心到2016年的時候英國總體供電量會不勝負荷。BBC （页面存档备份，存于）

## 9月10日
- 英倫銀行連續七個月將利率維持於百份之0.5。BBC （页面存档备份，存于）
- 有機構調查發現英國8月平均樓價比7月上升百份之0.8，是連續第二個月上升。BBC （页面存档备份，存于）

## 9月9日
- 商務大臣文德森勳爵到訪北京與中華人民共和國總理溫家寶會面，他表示已有「跡象」顯示英國經濟正走出衰退期。BBC （页面存档备份，存于）
- 氣候轉變委員會警告如果政府要促成2050年前將全球溫室氣體總排放量下調五成，同時又要確保航空業正常發展，就設法使家居及工廠的溫室氣體排放量下調九成，BBC （页面存档备份，存于）

## 9月8日
- 保守黨黨魁甘民樂建議將下院議席數目由645席減至585席，並調低主要官員薪酬5%，以節省開支。另外他又提議削除部份官員的官方座駕及調低國會議員的食物及酒精飲品津貼。他預計如果自己一旦當選及落實這些建議，每年可為政府節省1.2億英鎊。BBC （页面存档备份，存于）
- 保守黨黨魁甘民樂宣佈起用馬卓安時代任交通大臣的喬治·楊格爵士為影子下議院領袖，接替早前失言的艾倫·鄧肯。BBC （页面存档备份，存于）

## 9月7日
- 卡夫提出以102億英鎊收購吉百利，吉百利以收購價過低予以拒絕，消息帶動吉百利股價急升40%。BBC （页面存档备份，存于）
- 平等及人權委員會向倫敦44間金融企業進行調查，發現男員工平均獲發14,554英鎊花紅，而女員工平均只有2,875英鎊，僅及男員工的五分一，委員會批評業企存有性別歧視。BBC （页面存档备份，存于）

## 9月6日
- 英國總商報預測英國經濟在2010年可望有1.1%增長，比6月時0.6%的預測調高近一倍。不過商會警告經濟下滑的風險仍然處於高水平。
- BBC破天荒計劃在一個於主要時段播出的政治辯論節目中，邀請極右政黨英國國家黨派代表出席。BBC發言人指決定是基於各主要政黨也應獲得公平機會參與節目，而該黨在最近的歐洲議會選舉中獲得兩席，反映該黨獲得一定民意基礎。BBC （页面存档备份，存于）

## 9月5日
- 20國集團財長在財相戴理德主持下於倫敦召開峰會，會上各國達成一系列有關加強規管銀行業的共識。BBC （页面存档备份，存于）
- 英國各地慶祝女童軍草創100周年。BBC （页面存档备份，存于）、BBC （页面存档备份，存于）

## 9月4日
- 蘇格蘭北部及東部暴雨連場，阿伯丁等地廣泛地區嚴重水浸，多處房屋及道路水浸，東岸鐵路主線服務受阻。BBC （页面存档备份，存于）
- 政府委託的私人顧問公司建議公立醫院在未來五年應削減10%，即約137,000名員工，以節省約200萬英鎊開支，政府對建議表示反對。BBC （页面存档备份，存于）

## 9月3日
- 蘇格蘭首席部長亞歷克斯·薩蒙德表示，蘇格蘭民族黨在新一屆立法年度會將注意力集中於準備引入的《獨立公投草案》，他預期政府可望在2010年進行獨立公投。BBC （页面存档备份，存于）
- 最新數據顯示，2007年一共錄得86,000宗與藥物有關的公立醫院醫療事故，數字比2005年的36,335宗多出超過兩倍。泰晤士報[]

## 9月2日
- 英揆白高敦首度正式就洛克比空難主犯獲釋一事開腔，他表示尊重蘇格蘭政府所作決定，並強調英國政府「無陰謀、無隱瞞、無交易、無石油協議、無試圖向蘇格蘭官員施加影響、無向卡達菲上校作私人承諾」。泰晤士報[]
- 一名患精神分裂症的男子，獲倫敦交通局批准參加的士牌照試。該名男子曾因病在2000年殺害妻子，並被判無限期監禁，但後來因病情好轉而獲特赦。倫敦交通局的決定引起輿論爭議，但局方堅持已有相應措施配合。

## 9月1日
- 極右政黨英國國家黨一名前黨員被控在去年11月將10,000名黨員個人資料上載到網上博客，被諾定咸裁判法院裁定罪名成立，被判罰款200英鎊，另要代控方支付100英鎊堂費。英國國家黨對裁決表示不滿，認為被告應被判監禁，該黨正考慮作出民事索償。BBC （页面存档备份，存于）
- 英揆白高敦接受《金融時報》訪問，支持就銀行花紅的發放進行改革，表示銀行在持續錄得盈利的情況下可分派更多花紅，但在逆境時也應順勢削減花紅。BBC （页面存档备份，存于）

| 依月份排列新聞動態 |
| \| - 2014年英國：1月 - 2月 - 3月 - 4月 - 5月 - 6月 - 7月 - 8月 - 9月 - 10月 - 11月 - 12月 - 2013年英國：1月 - 2月 - 3月 - 4月 - 5月 - 6月 - 7月 - 8月 - 9月 - 10月 - 11月 - 12月 - 2012年英國：1月 - 2月 - 3月 - 4月 - 5月 - 6月 - 7月 - 8月 - 9月 - 10月 - 11月 - 12月 - 2011年英國：1月 - 2月 - 3月 - 4月 - 5月 - 6月 - 7月 - 8月 - 9月 - 10月 - 11月 - 12月 - 2010年英國：1月 - 2月 - 3月 - 4月 - 5月 - 6月 - 7月 - 8月 - 9月 - 10月 - 11月 - 12月 - 2009年英國：1月 - 2月 - 3月 - 4月 - 5月 - 6月 - 7月 - 8月 - 9月 - 10月 - 11月 - 12月 - 2008年英國：1月 - 2月 - 3月 - 4月 - 5月 - 6月 - 7月 - 8月 - 9月 - 10月 - 11月 - 12月 檢閱 \| |
| - 2014年英國：1月 - 2月 - 3月 - 4月 - 5月 - 6月 - 7月 - 8月 - 9月 - 10月 - 11月 - 12月 - 2013年英國：1月 - 2月 - 3月 - 4月 - 5月 - 6月 - 7月 - 8月 - 9月 - 10月 - 11月 - 12月 - 2012年英國：1月 - 2月 - 3月 - 4月 - 5月 - 6月 - 7月 - 8月 - 9月 - 10月 - 11月 - 12月 - 2011年英國：1月 - 2月 - 3月 - 4月 - 5月 - 6月 - 7月 - 8月 - 9月 - 10月 - 11月 - 12月 - 2010年英國：1月 - 2月 - 3月 - 4月 - 5月 - 6月 - 7月 - 8月 - 9月 - 10月 - 11月 - 12月 - 2009年英國：1月 - 2月 - 3月 - 4月 - 5月 - 6月 - 7月 - 8月 - 9月 - 10月 - 11月 - 12月 - 2008年英國：1月 - 2月 - 3月 - 4月 - 5月 - 6月 - 7月 - 8月 - 9月 - 10月 - 11月 - 12月 檢閱       |